# 海獸葡萄鏡

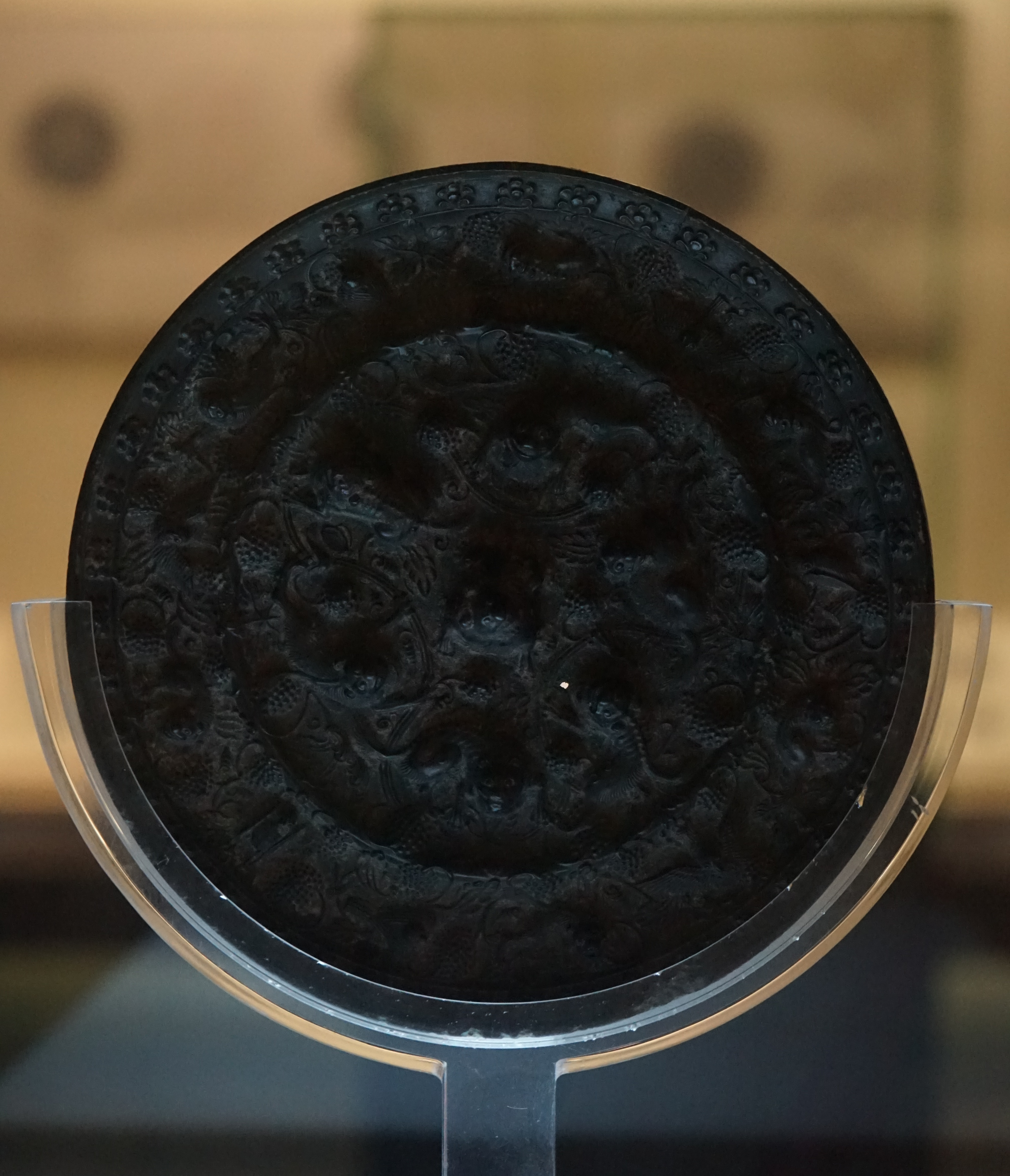
於1973年在中國湖北省鄂州市鄂城區草城村出土的唐代瑞獸葡萄鏡。

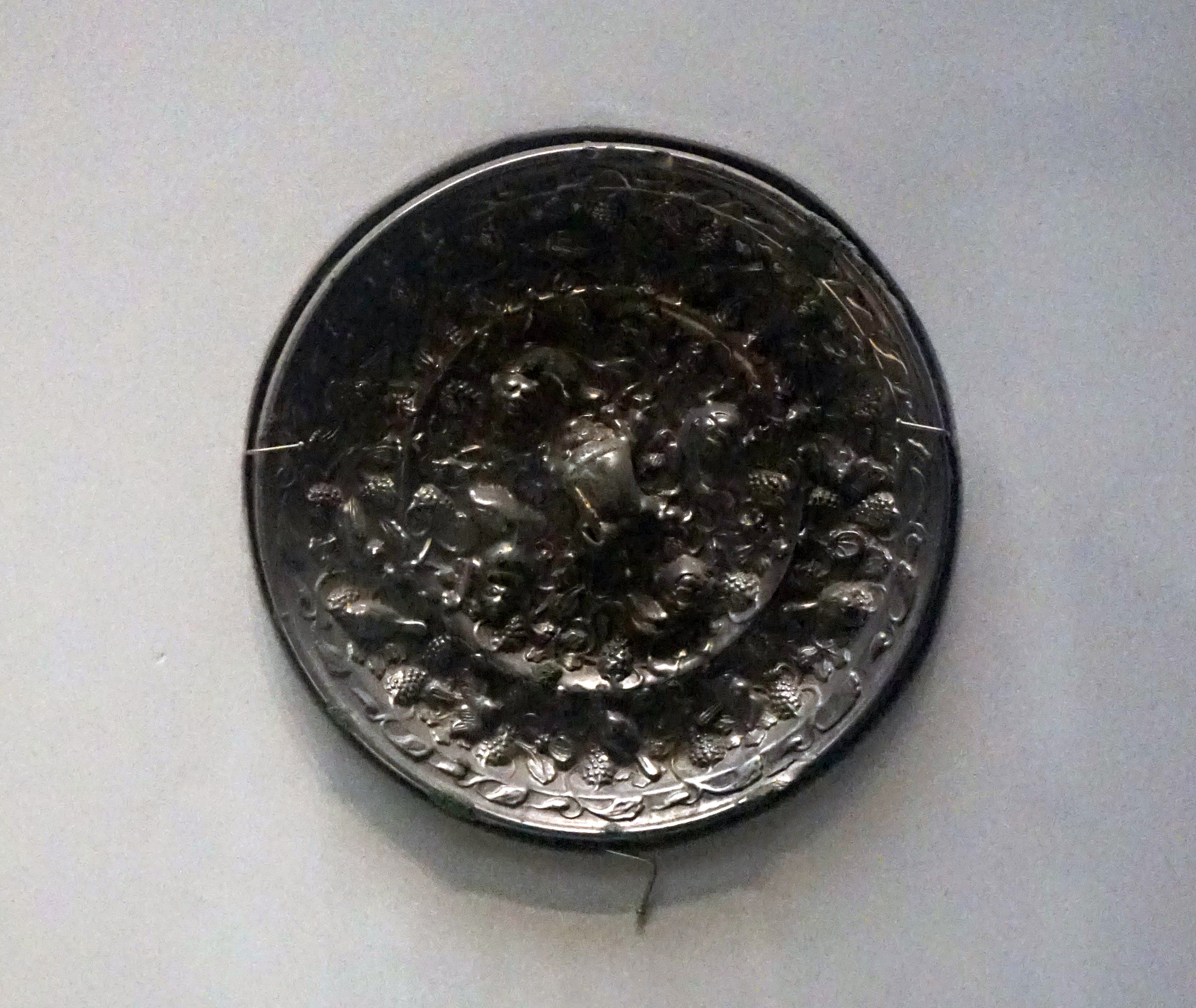
於2003年在中國西安南郊出土的海獸葡萄鏡，為唐朝文物。

海獸葡萄鏡，又稱海馬葡萄鑑、狻猊葡萄鏡、瑞獸葡萄鏡，是唐代的一種銅鏡子。

## 歷史
在隋代及唐代，以瑞獸和葡萄構成主題的紋飾頗為流行。一般相信海獸葡萄鏡出現於唐高宗在位及武則天執政年間（649年至705年）。因為考古學家曾於1958年陝西西安洪慶村獨孤思貞（死於武則天在位時）的墓穴中出土過葡萄鏡，反映該類紋飾在隋代及唐代年間最為流行。但獨孤思貞墓中的葡萄鏡並非最早出土的同類鏡子。最早出現的是在1970年代於陝西禮泉縣馬寨村鄭仁泰墓中出土、產於唐高宗麟德元年（664年）的瑞獸葡萄鏡。事實上，自唐高宗麟德二年（665年）至唐玄宗開元十年（722年），皇室墓穴普遍都有陪葬品海獸葡萄鏡。海獸葡萄鏡在唐代鏡子的紋飾中，構圖最為繁縟，鑄造工藝最為複雜而精湛。葡萄鏡的構圖精巧表現了盛唐期間富麗堂皇的氣象，也反映唐代對外的文化交流。1980年，陝西漢中地區西鄉縣出土一面直徑29釐米的海獸葡萄鏡，現為陝西歷史博物館館藏。

## 形狀紋飾
海獸葡萄鏡為伏獸鈕，內區為三龍三獸，外區為瑞獸。鏡背有雀鳥相間環繞，葡萄及葉蔓鋪地的圖案。而紋飾中的瑞獸為西域引進的獅子，即是海馬、海獸或狻猊。葡萄鏡呈圓形。其直徑長17.7釐米，厚1.7釐米。重量計有1608克。有些種類的海獸葡萄鏡以碩大的葡萄葉蔓作地紋，葡萄穗在邊緣區點綴。雕塑方面則有二隻奔逐的野豬、二隻振翅的鳳凰，一對雌雄梅花鹿，二隻長勁細腿翱翔翻飛的山鶴。外區紋飾除了鳳凰之外，其餘的紋飾在海獸葡萄鏡的類別中都極為罕見。

## 外部連結
- 巔峰盛世